# Ferdinand Hasenclever
Ferdinand Hasenclever (* 2. März 1769 in Remscheid; † 30. Mai 1831 in Arnsberg) war evangelischer Pfarrer und Konsistorialrat bei der Kirchen- und Schulabteilung der Regierung in Arnsberg. Er tat sich insbesondere als Bildungsreformer hervor.

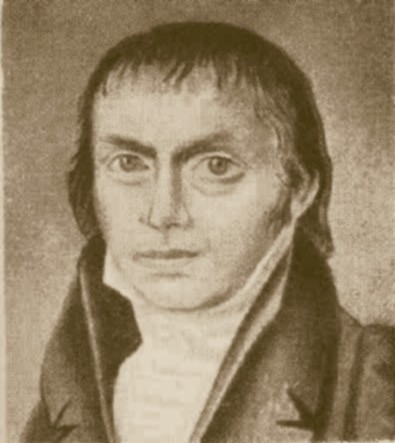
Ferdinand Hasenclever

## Frühe Jahre
Er war Sohn des Arztes Johann Hasenclever und der Mutter Anna Magdalena (geb. Grund). Schon als Kind verlor er seinen Vater. Nachdem er zunächst von der Mutter erzogen worden war, kam er in die Familie von Pfarrer Heinrich Natorp in Gahlen. Er wuchs dort zusammen mit Bernhard Christoph Ludwig Natorp auf und wurde von einem Privatlehrer unterrichtet, ehe er das Gymnasium in Duisburg besuchte. Seit 1787 studierte er Theologie an der Universität Jena. Geistig beeinflusst wurde er wohl von Christian Gotthilf Salzmann und Carl Leonhard Reinhold.
Nach Abschluss des Studiums wurde er 1790 zunächst Hilfsprediger in Remscheid. Seit 1796 war er Pfarrer in Gevelsberg. Er heiratete 1798 Dorothea Schimmel (1778–1823), Tochter des Pfarrers Johann Dietrich Andreas Schimmel. Mit dieser hatte er insgesamt 16 Kinder, von denen acht früh verstorben sind. Der Sohn Friedrich Wilhelm Hasenclever wurde ein bekannter Apotheker in Burtscheid bei Aachen und Gründer der Chemischen Fabrik Rhenania im benachbarten Stolberg. 
Ferdinand Hasenclever ist nicht näher verwandt mit der ebenfalls nach Arnsberg zugewanderten Familie von Wilhelm Hasenclever.
In Gevelsberg ist eine Schule nach ihm benannt.

## Schulreform im Märkischen
Im Jahr 1804 wurde er von der märkischen Kriegs- und Domänenkammer zum Schulkommissar für den Bereich Schwelm ernannt. Er stellte erhebliche Mängel in den Schulen der Grafschaft Mark fest und suchte nach Lösungen. Der Schulbesuch war vielfach unregelmäßig und die Lehrer schlecht ausgebildet. Dazu verfasste er ausführliche Visitationsberichte. Er war von der Pädagogik der Aufklärung geprägt. Sein Ziel war: „Kinder sollen in den Schulen zu verständigen und sittlichen Menschen und zu brauchbaren und glücklichen Bürgern gebildet werden“. Dazu müssten „die schlummernden Kräfte und Fähigkeiten ihrer Seele (der Kinder) in der Schule vom Lehrer geweckt und durch zweckmäßige Übungen immer mehr gestärkt, der Verstand muß zum Aufmerken und Nachdenken, das Gedächtnis zum leichten und treuen Behalten,  das Herz zum lebhaften Gehülfen für das Gute und Heilige und der Wille zum steten Rechttun gewöhnt werden.“ (…) „Für jeden Stand müssen die Kenntnisse der Religions- und Tugendlehre, der Gesundheitslehre und das Gemeinnützigste aus der Natur-, Erd- und Vaterlandskunde mitgeteilt werden“. (…) „Die zum Fortkommen in der Welt wichtigen Fähigkeiten wie Lesen, Schreiben, Rechnen müssen vermittelt werden“.
Wichtig war dafür vor allem die Schaffung einer qualifizierten Lehrerschaft. Dabei spielte für Hasenclever auch eine bessere Besoldung eine Rolle. So plädierte er vergeblich für eine allgemeine Schulsteuer. Er führte in seinem Bezirk regelmäßige Prüfungen des Bildungsstandes der Lehrer durch. Er machte in Fachzeitschriften Vorschläge zu einer verbindlichen Lehrerprüfung. Für Schwelm, wo mehrere Elementar- und weiterführende Schulen nebeneinander bestanden, schlug er eine „Gesamtschule“ vor, die die niedere und höhere Bürgerschule umfassen sollte. Unterstellt wurde die Schule einem Schulvorstand und nicht mehr dem Ortspfarrer.
Darüber hinaus war er auch als Autor tätig. Erstmals erschien 1796 ein von ihm verfasstes Religionsbuch mit dem Titel Anleitung zum wahren Christenthum für Christenkinder zum Gebrauch beim Unterricht in evangelischen Kinder und Schulen. Das Werk wurde vielfach neu aufgelegt und wurde bis zur Abschaffung 1843 durch die westfälische Provinzialsynode vielerorts in der Grafschaft Mark und im Siegerland unter anderem für den Konfirmandenunterricht genutzt.

## Konsistorialrat
Nach der Gründung des Regierungsbezirk Arnsberg im Jahr 1816 wurde Hasenclever zum Regierungs- und Konsistorialrat in die Kirchen- und Schulabteilung berufen. Er lebte in Arnsberg zunächst im Dückerschen Hof und später in der Königsstraße. Im Rheinisch-Westfälischen Anzeiger hieß es 1817 zum Amtsantritt Hasenclevers „Wie in vielem, so wird Preußen auch in der Verbesserung des Schulwesens als Muster dastehen wollen; dafür bürgen die ausgebreiteten Schulkenntnisse der an der Spitze stehenden Männer, dafür ihre Ansichten und ihre Rechtlichkeit.“
Hasenclever arbeitete eng mit seinem katholischen Kollegen Friedrich Adolf Sauer zusammen. Beiden gemein war der Willen nach Schulreformen im Sinn der Aufklärung. Beide unterhielten auch gute persönliche Beziehungen, und Sauer war sogar Pate einer Tochter Hasenclevers.
Die Reform des niederen Schulwesens war wichtigste Aufgabe Sauers und Hasenclevers. Hasenclever war für die Grafschaft Mark, das Siegerland und Wittgenstein zuständig. In seine Amtszeit fielen unter anderem die Abgrenzung der Schulbezirke und der Schulinspektionskreise. Es wurden zahlreiche neue Schulen und Lehrerwohnungen erbaut. Er setzte sich für eine bessere Besoldung und die Zusammenlegung von zu kleinen Schulen ein. Besonders bemühte er sich auch in Zusammenarbeit mit Adolf Diesterweg um die Abschaffung der Kinderarbeit in der entstehenden Industrie. Allerdings gelang dies nicht, wie eine Verfügung für die in den Fabriken arbeitenden Kinder zeigt. In dieser wurde zwar an die allgemeine Schulpflicht erinnert und gemahnt, dass die Kinder nicht zu früh und zu lange arbeiten sollten. Abgeschafft wurde damit die Kinderarbeit aber nicht. In Hinblick auf die Verbesserung des Schulwesens arbeitete er eng mit dem Oberpräsidenten Ludwig von Vincke, mit Ludwig Natorp und Bernhard Overberg zusammen. Es liegt ein Bericht über die Entwicklung des Volksschulwesens zwischen 1816 und 1826 vor. Zwar ist die Schrift vom Regierungspräsidenten Karl von Flemming unterzeichnet, sie dürfte aber von Hasenclever maßgeblich verfasst worden sein. Es wurden danach 82 Zwergschulen zu leistungsfähigeren Einrichtungen zusammengelegt, und 81 Schulen wurden neu gebaut.
Zuständig war er auch für die Aufsicht über die evangelischen Kirchen in den 11 Kirchenkreisen seines Bezirks. Von Amts wegen gehörte er als Kommissar der märkischen Gesamtsynode an. Er stand dem preußischen Zentralismus skeptisch gegenüber und stand auf der Seite der Synode, die ihre alten Rechte verteidigte.

## Pfarrer in Arnsberg
Er war zugleich Pfarrer in der evangelischen Kirchengemeinde in Arnsberg. Diese war erst 1804 mit dem Übergang des Herzogtums Westfalens an Hessen-Darmstadt und dem Zuzug protestantischer Beamter und Militärs entstanden. Seit 1815 war die Pfarrstelle vakant.
Hasenclever baute die Gemeinde neu auf. Er hat sich energisch für den Bau einer eigenen Kirche eingesetzt. Die Auferstehungskirche im klassizistischen Stil wurde schließlich 1825 eingeweiht. Er hat großes Augenmerk auch auf die evangelische Schule in der Stadt gelegt. Dieser erlebte in der Folge einen großen Aufschwung. Sie war so angesehen, dass sie auch zeitweise katholische Schüler unterrichtet, bis diese aus Kapazitätsmangel abgewiesen werden mussten. Es gelang Hasenclever aber nicht, die Elementarschule mit einem weiterführenden Zweig zu verknüpfen.
Er hat maßgeblich dazu beigetragen, dass die Gemeinde in Arnsberg uniert wurde, also lutherische und reformierte Mitglieder vereinte. Hasenclever drängte auf den Anschluss der Gemeinde an die Synode in Iserlohn. Er sorgte auch für die Einsetzung eines Kirchen- und Schulvorstandes. In einem langen Streit um die von König Friedrich Wilhelm III. selbst entworfene Agende stand er auf Seiten der Gegner. Der Agendenstreit führte auch zu Konflikten innerhalb der Gemeinde.